# Krzysztof Charbicki
Krzysztof Charbicki (ur. w 1585 w Gnieźnie, zm. 22 czerwca 1638) – polski duchowny rzymskokatolicki, biskup pomocniczy kujawsko-pomorski.

## Życiorys
17 grudnia 1634 papież Urban VIII prekonizował go biskupem pomocniczym kujawsko-pomorskim oraz biskupem in partibus infidelium margaryteńskim. 12 sierpnia 1635 przyjął sakrę biskupią z rąk biskupa kujawsko-pomorskiego Macieja Łubieńskiego. Współkonsekratorami byli biskup płocki Stanisław Łubieński oraz biskup pomocniczy płocki Stanisław Starczewski.